# Don Grate
Donald Jeffrey Grate, detto Don (Greenfield, 27 agosto 1923 – Miami Gardens, 22 novembre 2014), è stato un giocatore di baseball e cestista statunitense, professionista nella MLB, nella NBL e nella NBA.